# University of Wisconsin–Madison
University of Wisconsin–Madison, UW–Madison, är ett amerikanskt offentligt forskningsuniversitet som ligger i Madison, Wisconsin och har totalt 43 389 studenter (29 580 undergraduate students, 9 002 postgraduate students, 2 725 doktorander och 2 082 övriga studenter) hösten 2015. Utbildningsinstitutionen ingår i universitetssystemet University of Wisconsin System.
För 2015 är det utsett som det 54:e bästa universitetet i världen av QS World University Rankings. Det rankades på 44:e plats i världen i Times Higher Educations ranking av världens främsta lärosäten 2019.

## Historia
1838 beslutade de styrande för Wisconsinterritoriet att man skulle etablera ett universitet inom territoriets gränser efter att man röstade igenom lagen om University of the Territory of Wisconsin, men inget hände de efterföljande åtta åren. Den 26 juli 1846 undertecknade Wisconsins guvernör Nelson Dewey lagen som formellt grundade University of Wisconsin. Universitetet öppnades officiellt 1848 och var öppet enbart för manliga studenter. 1863 beslutade utbildningsinstitutionen att även kvinnliga studenter fick studera på universitetet.

### Viktiga händelser
- 1913 upptäcks vitamin A av Elmer McCollum.[10]
- 1998 isolerar James Thomson de första mänskliga stamcellerna.[11]

#### Nobelpristagare som studerat vid UW-Madison
Källa:
- 1944: Joseph Erlanger och Herbert S. Gasser – fysiologi/medicin
- 1956: John Bardeen – fysik
- 1958: Joshua Lederberg – fysiologi/medicin
- 1958: Edward Lawrie Tatum – fysiologi/medicin
- 1963: Eugene Wigner – fysik
- 1968: Har Gobind Khorana – fysiologi/medicin
- 1972: Stanford Moore – kemi
- 1972: John Bardeen – fysiologi/medicin
- 1975: Howard M. Temin – fysiologi/medicin
- 1976: Saul Bellow – litteratur
- 1977: John van Vleck – fysik
- 1979: Theodore Schultz – ekonomi
- 1991: Erwin Neher – fysiologi/medicin
- 1997: Paul D. Boyer – kemi
- 1999: Günter Blobel – fysiologi/medicin
- 2000: Alan MacDiarmid – kemi
- 2000: Jack S. Kilby – fysik
- 2007: Oliver Smithies – fysiologi/medicin
- 2015: William C. Campbell – fysiologi/medicin

## Idrott
De tävlar med 25 universitetslag i olika idrotter via deras idrottsförening Wisconsin Badgers.